# Oetwil an der Limmat
Oetwil an der Limmat (gzu. Öötwiill) – miejscowość i gmina (Politische Gemeinde) w północnej Szwajcarii, w kantonie Zurych, w okręgu (Bezirk) Dietikon. Graniczy z gminą Weiningen. Leży nad rzeką Limmat.

## Historia
Gmina została utworzona w 850 roku jako Otenwilare.

## Demografia
W Oetwil an der Limmat mieszka 2560 osób. W 2008 roku 12,4% populacji gminy stanowiły osoby urodzone poza Szwajcarią.

W 2000 roku 91,5% populacji mówiło w języku niemieckim, 1,9% w języku francuskim, a 1,4% w języku włoskim.

## Transport
Przez teren gminy przebiega droga główna nr 295.